# McDermott Glacier
McDermott Glacier är en glaciär i Antarktis. Den ligger i Östantarktis. Nya Zeeland gör anspråk på området. McDermott Glacier ligger 1 168 meter över havet.
Terrängen runt McDermott Glacier är kuperad västerut, men österut är den bergig. Trakten är obefolkad. Det finns inga samhällen i närheten. 